# Молиста
Молиста (греч. Μόλιστα)- горный посёлок в Янине региона Эпир, Греция, расположенный на северо-западном склоне горы Змоликас, между селами Монастири (греч. Μοναστήρι) на юго-западе и Ганнадио (греч. Γανναδιό) на северо-востоке. Является частью муниципалитета Коница.
В 2001 году его население составляло 67 человек. Шоссе GR-20 (Янина — Коница — Козани), старая дорога находится примерно в 5 км к западу. Деревня была ранее известна как Мессаря (греч. Μεσσαριά). Зимой в деревне никто не живет.